# Beyoncé: La vida no es más que un sueño
Beyoncé: Life is but a dream, conocido en países de habla hispana como Beyoncé: La vida no es más que un sueño, es un filme autobiográfico dirigido y producido por la cantante estadounidense Beyoncé Knowles. Fue estrenado en los Estados Unidos el 16 de febrero de 2013 por el canal HBO junto con Parkwood Entertainment, la compañía productora de Knowles. 
La película muestra una combinación de imágenes grabadas profesionalmente, videos privados de la computadora portátil de Knowles, archivos familiares y secuencias del concierto que ofreció en mayo de 2012 en hotel Revel Atlantic City. El documental recibió críticas diversas después de su estreno.

## Reparto
- Beyoncé Knowles
- Blue Ivy Carter

Videos archivados
- Tina Knowles
- Mathew Knowles
- Solange Knowles
- Kelly Rowland
- Jay-Z
- Michelle Williams
- Daniel Julez Smith, Jr.

## Antecedentes y lanzamiento
La vida no es más que un sueño fue realizado principalmente a partir de videos y fotografías que Knowles guardó en formato digital en sus oficinas. Desde el año 2005, contrató a un director visual para filmar su vida. El documental también incluye secuencias que la propia Beyoncé grabó con su computadora.
Knowles es conocida por ser celosa de su privacidad. Los medios de comunicación vieron en la producción del filme como una ruptura de esta postura. En la película se muestra su matrimonio con el rapero Jay-Z, su aborto involuntario, el nacimiento de su hija Blue Ivy y el distanciamiento profesional de su padre, Matthew Knowles, quien fue su representante al inicio de su carrera. Knowles abordó el tema en una entrevista con la revista GQ, donde declaró:

I always battle with: How much do I reveal about myself? How do I keep my humility? How do I keep my spirit and the reality? And how do I continue to be generous to — to my fans and to my craft? And how do I stay current? But how do I stay soulful? And it is the battle of my life. When I walk into a stage I’m able to come out of my shell and be as fabulous and over the top and strong and powerful as I want to be.
Siempre lucho con ¿Cuánto debo revelar sobre mí? ¿Cómo mantengo mi humildad? ¿Cómo mantengo mi espíritu y la realidad? ¿Cómo sigo siendo generosa con mis seguidores y mi trabajo? ¿Cómo me mantengo relevante? Pero ¿cómo sigo siendo conmovedora? Y esa es la lucha de mi vida. Cuando camino en un escenario soy capaz de salir de mi cascarón y ser tan fabulosa, extravagante, fuerte y poderosa como quiero ser.

En Reino Unido, Life Is But a Dream se estrenó en la BBC el 28 de marzo de 2013 a las 22:35. La película fue lanzada en Australia a través de Village Cinemas, el 8 de mayo de 2013. En Bélgica Life Is But a Dream se estrenó en la estación Eén TV con el nombre "Het verhaal van ... Beyoncé" el 9 de mayo de 2013 a las 22:30.

## Promoción
La película se estrenó en el Teatro Ziegfeld en Nueva York el 12 de febrero de 2013. Knowles (que llevaba un vestido de Elie Saab) estuvo presente, así como su marido Jay-Z, su madre Tina Knowles, Solange Knowles su hermana, Oprah Winfrey, Russell Simmons y Doutzen Kroes. Knowles apareció en Oprah's Next Chapter, principalmente para discutir el contenido y la realización de la película, así como su reciente espectáculo en el medio tiempo del Super Bowl.

## Recepción

### Crítica
El sitio Web Metacritic, le dio a la película una calificación de 56 basado en 14 reseñas. Oprah Winfrey, quien asistió al estreno y entrevistó a Knowles antes de su proyección llamó "ferozmente inspiradora ", y declaró " me impactó, me brotaban las lágrimas .... hizo un trabajo increíble ... Creo que este documental cambiará las reglas del juego ". Billboard también lo elogió diciendo:" La vida no es más que un sueño es una agradable sorpresa ... la máquina bien aceitada, entrenada para manejar a los medios, creadora de éxitos, tiene un corazón. Y este es enorme" Ken Tucker de Entertainment Weekly le dio una crítica positiva diciendo: "Lo que hace a este filme especial es el ser testigo de su ética de trabajo y su firme determinación de" llevar a la música R & B de nuevo "al centro de la música pop actual" sin tratar de ser genial "y descubrir la verdadera pasión ". Adam Markovitz de la misma publicación describe al documental como una" delicada combinación entre calculado y confesional, diseñado para dejarnos lo suficientemente inmersos en el mundo de Knowles como para mantenernos interesados en su próxima gira, álbum , contratos con compañías de refrescos etc."
Carrie Battan de Pitchfork Media escribió:" no hay secreto sin revelar en este documental, además del hecho de que ella es simplemente todo lo que queremos que sea". Tom Gliatto de la revista People calificó el documental como "transparente" y "bello". 	
Gerrick D. Kennedy de Los Angeles Times escribió que el documental "es una victoria para sus fans. Otros espectadores probablemente entenderán la de la vida de la superestrella más allá de la portada de una revista. Pero para verdaderos fans de la reservada superestrella, continúa siendo una ventana a su vida ".
Tirdad Derakhshani de Philadelphia Media Network escribió que La vida es sólo un sueño "es una breve mirada a una artista que tiene el suficiente poder para convertirse en la creadora de su propia leyenda". 
Geoff Berkshire quien escribe para Zap2it, lo calificó como "vanidad, un acto calculado para mostrar una imagen manipulada--, co-dirigida, co-escrita y co-producida por la misma Beyonce - es su incapacidad narcisista de renunciar a su deseo de control ". 
Alessandra Stanley del New York Times dio una crítica negativa en su reseña cinematográfica, "[La vida no es más que un sueño] es tan artificial como el Truth or Dare de Madonna, pero probablemente por una buena razón, no es ni atrevida ni honesta. Es publicidad, no sólo acerca del talento de Beyoncé en el escenario, sino de su autenticidad tras bambalinas. ella es una diva complaciente y quiere seguir siéndolo ".

### Audiencia
El documental obtuvo 1,8 millones de espectadores en su estreno a las 9 p. m. tiempo del este. Es la mayor audiencia obtenida en un documental de HBO desde que Nielsen revisó su método para medir la audiencia en 2004. El episodio de Oprah's Next Chapter en el que Knowles apareció para hablar acerca de la película fue visto por 1,3 millones de espectadores.